# Phobocampe pullata
Phobocampe pullata är en stekelart som beskrevs av Ulbricht 1910. Phobocampe pullata ingår i släktet Phobocampe och familjen brokparasitsteklar. Inga underarter finns listade i Catalogue of Life.